# Becs de Vozé
Becs de Vozé är en bergstopp i Schweiz. Den ligger i distriktet Conthey och kantonen Valais, i den sydvästra delen av landet, 70 km söder om huvudstaden Bern. Toppen på Becs de Vozé är 2 184 meter över havet.